# Zimmermanntelegram

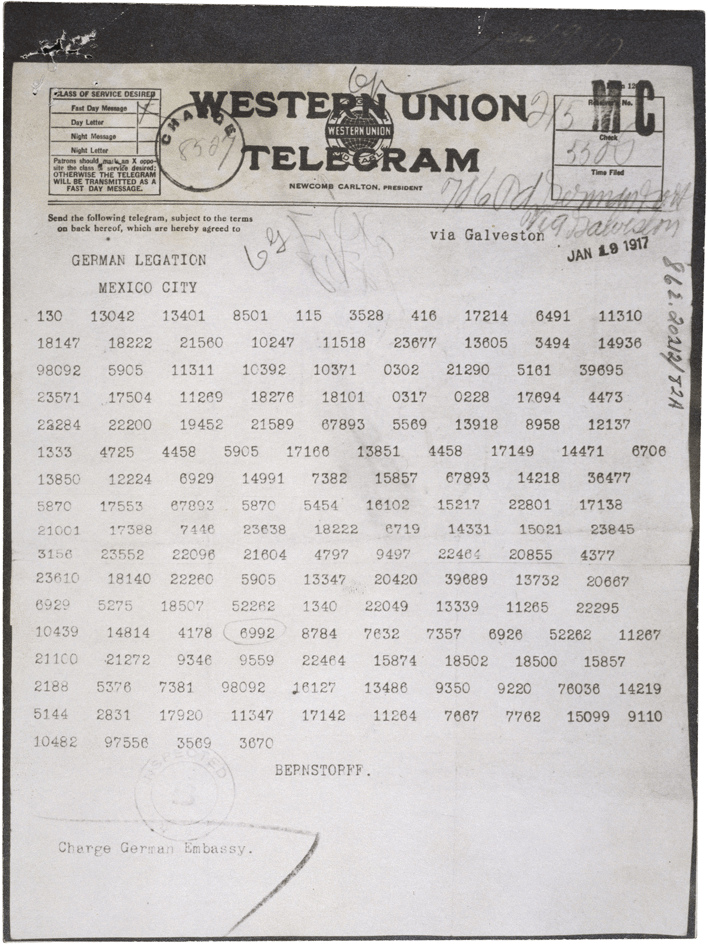
Het originele telegram zoals het vanuit de Duitse ambassade in Washington naar de Duitse ambassade in Mexico werd gestuurd

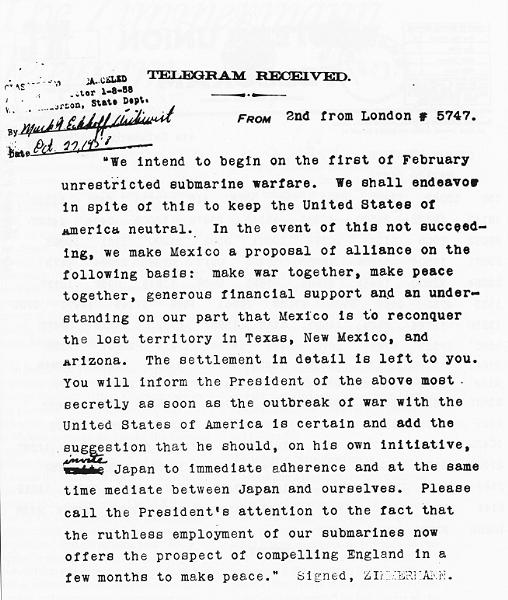
De vertaalde versie van het telegram

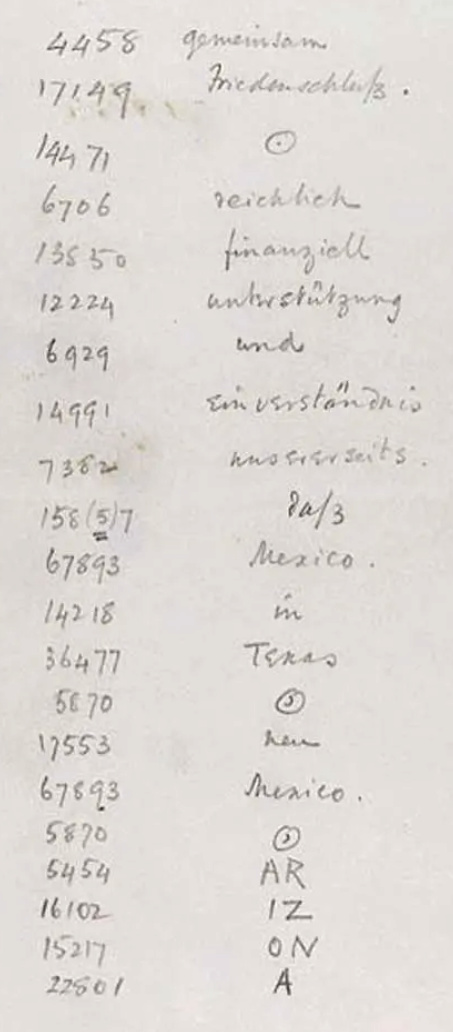
Het gedeeltelijk gedecodeerde telegram. Het woord "Arizona" stond niet in het codeboek en was in gecodeerde letters ingevoerd

Het Zimmerman-telegram was een telegram dat op 16 januari 1917 door de Duitse minister van buitenlandse zaken Arthur Zimmermann naar de ambassadeur in Mexico werd gestuurd, met het verzoek om Mexico over te halen aan de kant van Duitsland deel te nemen aan de Eerste Wereldoorlog. Het telegram werd door de Britse geheime dienst onderschept, ontcijferd en doorgespeeld aan de Amerikaanse regering. Dit telegram was de directe aanleiding voor de deelname van de Verenigde Staten aan de oorlog. Er bestond al irritatie binnen de Verenigde Staten over de onbeperkte duikbotenoorlog die ook hun handelsvloot trof; het Zimmermann-telegram was de spreekwoordelijke druppel die de emmer deed overlopen.
De Duitse regering was oorspronkelijk van plan de Verenigde Staten buiten de oorlog te houden. Maar als dat niet lukte zou behalve Mexico ook Japan de kant van Duitsland moeten kiezen. Japan zou dan Californië toegewezen krijgen en Mexico de gebieden die na de Texaanse Revolutie en de Amerikaans-Mexicaanse Oorlog verloren waren gegaan (behalve Californië). De Mexicaanse president Venustiano Carranza dacht niet dat het mogelijk zou zijn de VS te verslaan en de gebieden, waar zich inmiddels Amerikanen gevestigd hadden, effectief te besturen. Daarnaast was Mexico verwikkeld in de Mexicaanse Revolutie, die nog maar kort tevoren ontaard was in een burgeroorlog. Mexico had geen behoefte aan nog een oorlog met de Verenigde Staten. Op 14 april wees Mexico het verzoek af. Op dat moment hadden de Verenigde Staten al de oorlog verklaard aan Duitsland.

## Cryptografie
Het peil van cryptografie in Duitsland was tijdens de Eerste Wereldoorlog niet hoog. Er werd gebruikgemaakt van codeboeken. Het voor de Duitse vertegenwoordiging in Mexico bedoelde telegram werd eerst via het Amerikaanse gecodeerde diplomatieke telegraafnet naar de Duitse ambassadeur in Washington gestuurd, waarvandaan het werd doorgestuurd naar de eindbestemming. Dat net was door de Amerikaanse overheid ten dienste van de Duitse regering gesteld. De Britse inlichtingendienst kon het gedeeltelijk ontcijferde bericht niet doorspelen aan de Amerikaanse regering zonder prijs te geven dat zij het diplomatieke verkeer van de VS meelazen. Ze besloten een stroman, "Mr. H.", in Mexico te gebruiken als hun fictieve spion. Deze zou de kopie van het document hebben onderschept dat de Duitse ambassade in de VS via het openbare netwerk naar Mexico had gestuurd. Tot hun verrassing maakte het personeel van de Duitse ambassade de fout het bericht met een oudere code opnieuw te coderen, waarschijnlijk omdat de Duitse ambassade in Mexico nog geen nieuwe codeboeken had ontvangen. Hierdoor werd de versie van de onderschepping die de Britse inlichtingendienst had verzonnen, aannemelijker. Bovendien werd daarmee een deel van de nieuwe code gekraakt en kon de gehele inhoud van het telegram worden ontcijferd.

## Gedeeltelijk gedecodeerde tekst
In eerste instantie had de Britse inlichtingendienst de volgende tekst gedecodeerd:
"Streng geheim
Beginn des uneingeschränkten U-Boot-Krieges auf den ersten Februar festgesetzt stop Bemühen uns trotzdem die Vereinigten Staaten neutral zu halten stop (?) Sollte das nicht ... So machen wir (Mexiko?) einen Bündnisvorschlag auf folgender Basis: ... Kriegsführung ... Friedensschluß und ...
Sie werden den Präsidenten ... So geheim wie möglich in Kenntnis setzen ... (Ausbruch des?) Krieges mit den Vereinigten Staaten ... (Japan) ... Vermitteln soll stop. Machen Sie bitte dem Präsidenten deutlich daß ... Unterseeboote ... England binnen weniger Monate zum Friedensschluß zu zwingen stop Bestätigen Sie Empfang
Zimmermann"

## Volledige inhoud van het telegram
Nadat het telegram in een oude code was doorgestuurd, kon de gehele inhoud worden ontcijferd. Die luidde:
"Wir beabsichtigen, am ersten Februar uneingeschränkten U-Boot-Krieg zu beginnen. Es wird versucht werden, Amerika trotzdem neutral zu halten. Für den Fall, dass dies nicht gelingen sollte, schlagen wir Mexiko auf folgender Grundlage Bündnis vor. Gemeinsame Kriegführung. Gemeinsamer Friedensschluss. Reichlich finanzielle Unterstützung und Einverständnis unsererseits, dass Mexiko in Texas, Neu Mexico, Arizona früher verlorenes Gebiet zurückerobert. Regelung im einzelnen Euer Hochwohlgeborenen überlassen. Euer Hochwohlgeborenen wollen Vorstehendes Präsidenten streng geheim eröffnen, sobald Kriegsausbruch mit Vereinigten Staaten feststeht, und Anregung hinzufügen, Japan von sich aus zu sofortigem Beitritt einzuladen und gleichzeitig zwischen uns und Japan zu vermitteln. Bitte Präsidenten darauf hinweisen, dass rücksichtslose Anwendung unserer U-Boote jetzt Aussicht bietet, England in wenigen Monaten zum Frieden zu zwingen. Empfang bestätigen.
Zimmermann"

## Nederlandse vertaling
"We zijn van plan op 1 februari te beginnen met een onbeperkte duikbotenoorlog. Er zal naar worden gestreefd de Verenigde Staten van Amerika desondanks neutraal te houden. In het geval dat dit niet lukt, stellen we Mexico een verbond voor op de volgende basis: gemeenschappelijk oorlog voeren, gemeenschappelijk vrede sluiten. Genereuze financiële steun en akkoord van onze kant dat Mexico vroeger verloren gebied in Texas, Nieuw-Mexico en Arizona herovert. Details van deze overeenkomst laten wij over aan uwe hooggeborene. Uwe hooggeborene zal het voorgaande in het diepste geheim en zo snel mogelijk nadat oorlog met de Verenigde Staten van Amerika zeker is aan de president mededelen en zal de suggestie toevoegen dat hij, op eigen initiatief, Japan zou moeten uitnodigen voor onmiddellijke oorlogsdeelname en tegelijkertijd tussen Japan en onszelf bemiddelen. Maak alstublieft de president attent op het feit dat de meedogenloze inzet van onze duikboten nu het vooruitzicht biedt Engeland binnen een paar maanden tot vrede te dwingen. Bevestig ontvangst. 
Zimmermann"